# 袁錫山
袁錫山（？—？），中國清朝官員，本籍中國河南。監生出身的袁錫山於1808年（嘉慶13年）接替馮宗煒，於台灣台北地區擔任台灣府淡水廳新莊縣丞一職，是大台北地區的地方父母官。
| 前任： 馮宗煒 | 新莊縣丞 1808年上任   | 繼任： 楊奎   |
| 前任： 呂聖宗 | 台灣府經歷 1806年上任 | 繼任： 李雲龍 |